# John Brotherton
John Brotherton (Ellensburg, 21 agosto 1980) è un attore statunitense.

## Filmografia

### Cinema
- Pervert!, regia di Jonathan Yudis (2005)
- Taken by Force, regia di Ron Althoff (2010)
- Gone, regia di Matthew McLaughlin (2010)
- Surprise, Surprise, regia di Jerry Turner (2010)
- Sawdust City, regia di David Nordstrom (2011)
- True Love, regia di Enrico Clerico Nasino (2012)
- Pearblossom Hwy, regia di Mike Ott (2012)
- L'evocazione - The Conjuring (The Conjuring), regia di James Wan (2013)
- Guardiani della Galassia (Guardians of the Galaxy), regia di James Gunn (2014)
- Fast & Furious 7 (Furious 7), regia di James Wan (2015)
- Resa dei conti - Precious Cargo (Precious Cargo), regia di Max Adams (2016)

### Televisione
- Una vita da vivere (One Life to Live) – serial TV, 295 episodi (2002-2010)
- The Game – serie TV, episodio 1x03 (2006)
- Romantically Challenged – serie TV, episodio 1x04 (2010)
- Drop Dead Diva – serie TV, episodio 2x10 (2010)
- Freshmen, regia di Pamela Fryman – film TV (2010)
- Danni Lowinski, regia di Richard Shepard – film TV (2011)
- Amici di letto (Friends with Benefits) – serie TV, episodio 1x02 (2011)
- Free Agents – serie TV, episodio 1x02 (2011)
- Dexter – serie TV, episodio 6x01 (2011)
- CSI - Scena del crimine (CSI: Crime Scene Investigation) – serie TV, episodio 12x08 (2011)
- Fairly Legal – serie TV, episodio 2x02 (2012)
- Jane stilista per caso (Jane by Design) – serie TV, episodi 1x15-1x16 (2012)
- Un amore di elfo (Help for the Holidays), regia di Bradford May – film TV (2012)
- Family Tools – serie TV, episodio 1x08 (2013)
- We Are Men – serie TV, episodio 1x01 (2013)
- Work It – serie TV, episodio 1x11 (2013)
- Partners – serie TV, episodio 1x07 (2014)
- Stalker – serie TV, episodio 1x10 (2014)
- 2 Broke Girls – serie TV, episodio 4x14 (2015)
- Gortimer Gibbon's Life on Normal Street – serie TV, episodio 1x07 (2015)
- Timeless – serie TV, episodio 1x08 (2016)
- Girlfriends of Christmas Past, regia di Jake Helgren – film TV (2016)
- Le amiche di mamma (Fuller House) – serie TV, 37 episodi (2016-2020)
- Modern Family – serie TV, episodio 9x17 (2018)
- Life in Pieces – serie TV, episodio 3x19 (2018)
- Reverie – serie TV, episodio 1x02 (2018)
- La famiglia McKellan (Family Reunion) – serie TV, episodio 1x10 (2019)
- Il concorso di Natale (The Christmas Content) - film TV, regia di Paula Elie (2021)
- 9-1-1 - serie TV, episodi 7x08 e 7x09 (2024)

## Doppiatori italiani
Nelle versioni in italiano delle opere in cui ha recitato, John Brotherton è stato doppiato da:
- Francesco Pezzulli in L'evocazione - The Conjuring, 9-1-1
- Gianluca Cortesi in Il concorso di Natale
- Paolo Vivio in Le amiche di mamma
- Sandro Acerbo in Drop Dead Diva
- Guido Di Naccio in Gortimer Gibbon - La vita a Normal Street
- Stefano Crescentini in Stalker